# Shahrestān di Eshtehard
Lo shahrestān di Eshtehard (in farsi شهرستان نير) è uno dei 10 shahrestān della provincia di Alborz, Iran. 
Il capoluogo è Eshtehard.